# 1285
Il 1285 (MCCLXXXV in numeri romani) è un anno  del XIII secolo.

## Eventi
- 2 aprile - Papa Onorio IV succede a papa Martino IV, diventando il 190º papa.

## Nati
- 9 marzo - Go-Nijō, imperatore giapponese († 1308)
- 23 marzo - Al-Mustakfi, califfo arabo († 1340)
- 24 marzo - Al-Nasir Muhammad, sultano († 1341)
- 9 aprile - Buyantu Khan, imperatore cinese († 1320)
- 1º maggio - Edmund FitzAlan, IX conte di Arundel, nobile inglese († 1326)
- 6 dicembre - Ferdinando IV di Castiglia, re spagnolo († 1312)
- Baldovino di Lussemburgo, arcivescovo cattolico tedesco († 1354)
- Ḍiyāʾ al-Dīn Baranī, storico indiano
- Ferrer Bassa, pittore e miniaturista spagnolo († 1348)
- Papa Benedetto XII, papa, vescovo cattolico e cardinale francese († 1342)
- Giorgio Del Zoppo, condottiero italiano († 1342)
- Patrick Dunbar, IX conte di March, nobile scozzese († 1368)
- Elisabetta d'Austria, duchessa († 1352)
- Elzeario da Sabrano, nobile francese († 1323)
- Eufemia di Pomerania, regina danese († 1330)
- Giacomo da Cerqueto, presbitero italiano († 1366)
- Giovanni Quirini, poeta e mercante italiano († 1333)
- Sancha d'Aragona († 1345)
- Matteo Silvatico, medico italiano († 1342)
- Alexander Bruce, nobile e religioso scozzese († 1307)
- Diego della Ratta, nobile italiano († 1325)

## Morti
- 7 gennaio - Carlo I d'Angiò, sovrano francese (n. 1226)
- 8 febbraio - Teodorico di Landsberg, nobile tedesco (n. 1242)
- 28 marzo - Papa Martino IV, papa e cardinale francese
- 13 maggio - Robert de Ros, I barone de Ros, nobile inglese (n. 1213)
- 20 maggio - Giovanni I di Cipro, sovrano cipriota
- 19 giugno - Yekuno Amlak, imperatore etiope
- 7 luglio - Tile Kolup
- 28 luglio - Keran di Lampron, regina armena
- 30 luglio - Giovanni I di Sassonia-Lauenburg, duca (n. 1249)
- 15 agosto - Filippo I di Savoia, conte (n. 1207)
- 23 agosto - Filippo Benizi, presbitero italiano (n. 1233)
- 9 settembre - Cunegonda di Slavonia, regina (n. 1245)
- 5 ottobre - Filippo III di Francia, re francese (n. 1245)
- 11 novembre - Pietro III d'Aragona, re (n. 1239)
- 21 dicembre - Ordoño Álvarez, cardinale spagnolo
- Agostino di Dacia, religioso danese
- Paolo di Segni, vescovo cattolico e nobile italiano
- Cristiano III di Oldenburg, nobile tedesco
- Catalano dei Malavolti, religioso italiano
- Meliore di Jacopo, pittore italiano
- Ottone III di Weimar-Orlamünde, nobile tedesco (n. 1244)
- Ruggero II Sanseverino, nobile e condottiero italiano (n. 1237)
- Teodora di Trebisonda (n. 1253)
- Peretz ben Elijah, rabbino francese
- Gerardo VI d'Armagnac, nobile francese
- Maria di Coucy, regina (n. 1218)
- João de Lobeira, trovatore portoghese
- Giovanni del Galles, francescano, filosofo e teologo gallese

## Calendario
| Calendario 1285 | Calendario 1285 | Calendario 1285 | Calendario 1285 | Calendario 1285 | Calendario 1285 | Calendario 1285 | Calendario 1285 | Calendario 1285 | Calendario 1285 | Calendario 1285 | Calendario 1285 | Calendario 1285 | Calendario 1285 | Calendario 1285 | Calendario 1285 | Calendario 1285 | Calendario 1285 | Calendario 1285 | Calendario 1285 | Calendario 1285 | Calendario 1285 | Calendario 1285 | Calendario 1285 | Calendario 1285 | Calendario 1285 | Calendario 1285 | Calendario 1285 | Calendario 1285 | Calendario 1285 | Calendario 1285 | Calendario 1285 | Calendario 1285 |
| --------------- | --------------- | --------------- | --------------- | --------------- | --------------- | --------------- | --------------- | --------------- | --------------- | --------------- | --------------- | --------------- | --------------- | --------------- | --------------- | --------------- | --------------- | --------------- | --------------- | --------------- | --------------- | --------------- | --------------- | --------------- | --------------- | --------------- | --------------- | --------------- | --------------- | --------------- | --------------- | --------------- |
|                 | 1               | 2               | 3               | 4               | 5               | 6               | 7               | 8               | 9               | 10              | 11              | 12              | 13              | 14              | 15              | 16              | 17              | 18              | 19              | 20              | 21              | 22              | 23              | 24              | 25              | 26              | 27              | 28              | 29              | 30              | 31              |                 |
| Gennaio         | Lu              | Ma              | Me              | Gi              | Ve              | Sa              | Do              | Lu              | Ma              | Me              | Gi              | Ve              | Sa              | Do              | Lu              | Ma              | Me              | Gi              | Ve              | Sa              | Do              | Lu              | Ma              | Me              | Gi              | Ve              | Sa              | Do              | Lu              | Ma              | Me              |                 |
| Febbraio        | Gi              | Ve              | Sa              | Do              | Lu              | Ma              | Me              | Gi              | Ve              | Sa              | Do              | Lu              | Ma              | Me              | Gi              | Ve              | Sa              | Do              | Lu              | Ma              | Me              | Gi              | Ve              | Sa              | Do              | Lu              | Ma              | Me              |                 |                 |                 |                 |
| Marzo           | Gi              | Ve              | Sa              | Do              | Lu              | Ma              | Me              | Gi              | Ve              | Sa              | Do              | Lu              | Ma              | Me              | Gi              | Ve              | Sa              | Do              | Lu              | Ma              | Me              | Gi              | Ve              | Sa              | Do              | Lu              | Ma              | Me              | Gi              | Ve              | Sa              |                 |
| Aprile          | Do              | Lu              | Ma              | Me              | Gi              | Ve              | Sa              | Do              | Lu              | Ma              | Me              | Gi              | Ve              | Sa              | Do              | Lu              | Ma              | Me              | Gi              | Ve              | Sa              | Do              | Lu              | Ma              | Me              | Gi              | Ve              | Sa              | Do              | Lu              |                 |                 |
| Maggio          | Ma              | Me              | Gi              | Ve              | Sa              | Do              | Lu              | Ma              | Me              | Gi              | Ve              | Sa              | Do              | Lu              | Ma              | Me              | Gi              | Ve              | Sa              | Do              | Lu              | Ma              | Me              | Gi              | Ve              | Sa              | Do              | Lu              | Ma              | Me              | Gi              |                 |
| Giugno          | Ve              | Sa              | Do              | Lu              | Ma              | Me              | Gi              | Ve              | Sa              | Do              | Lu              | Ma              | Me              | Gi              | Ve              | Sa              | Do              | Lu              | Ma              | Me              | Gi              | Ve              | Sa              | Do              | Lu              | Ma              | Me              | Gi              | Ve              | Sa              |                 |                 |
| Luglio          | Do              | Lu              | Ma              | Me              | Gi              | Ve              | Sa              | Do              | Lu              | Ma              | Me              | Gi              | Ve              | Sa              | Do              | Lu              | Ma              | Me              | Gi              | Ve              | Sa              | Do              | Lu              | Ma              | Me              | Gi              | Ve              | Sa              | Do              | Lu              | Ma              |                 |
| Agosto          | Me              | Gi              | Ve              | Sa              | Do              | Lu              | Ma              | Me              | Gi              | Ve              | Sa              | Do              | Lu              | Ma              | Me              | Gi              | Ve              | Sa              | Do              | Lu              | Ma              | Me              | Gi              | Ve              | Sa              | Do              | Lu              | Ma              | Me              | Gi              | Ve              |                 |
| Settembre       | Sa              | Do              | Lu              | Ma              | Me              | Gi              | Ve              | Sa              | Do              | Lu              | Ma              | Me              | Gi              | Ve              | Sa              | Do              | Lu              | Ma              | Me              | Gi              | Ve              | Sa              | Do              | Lu              | Ma              | Me              | Gi              | Ve              | Sa              | Do              |                 |                 |
| Ottobre         | Lu              | Ma              | Me              | Gi              | Ve              | Sa              | Do              | Lu              | Ma              | Me              | Gi              | Ve              | Sa              | Do              | Lu              | Ma              | Me              | Gi              | Ve              | Sa              | Do              | Lu              | Ma              | Me              | Gi              | Ve              | Sa              | Do              | Lu              | Ma              | Me              |                 |
| Novembre        | Gi              | Ve              | Sa              | Do              | Lu              | Ma              | Me              | Gi              | Ve              | Sa              | Do              | Lu              | Ma              | Me              | Gi              | Ve              | Sa              | Do              | Lu              | Ma              | Me              | Gi              | Ve              | Sa              | Do              | Lu              | Ma              | Me              | Gi              | Ve              |                 |                 |
| Dicembre        | Sa              | Do              | Lu              | Ma              | Me              | Gi              | Ve              | Sa              | Do              | Lu              | Ma              | Me              | Gi              | Ve              | Sa              | Do              | Lu              | Ma              | Me              | Gi              | Ve              | Sa              | Do              | Lu              | Ma              | Me              | Gi              | Ve              | Sa              | Do              | Lu              |                 |